# Magyarfelek
Magyarfelek (románul Feleag, németül Altflaigen, korábban Felken) falu Romániában Maros megyében. Közigazgatásilag Héjjasfalva községhez tartozik.

## Fekvése
Segesvártól 18 km-re keletre az Erked-patak jobb oldali mellékvölgyében fekszik.

## Története
1270-ben még Szentkereszt néven említik először. Már 1270-ben állt a Szent Kereszt felmagasztalása tiszteletére szentelt temploma, amely a 17. században pusztult el. 1910-ben 557, túlnyomórészt román lakosa volt. A trianoni békeszerződésig Udvarhely vármegye Székelykeresztúri járásához tartozott. 1992-ben 255 lakosából 252 román, 3 magyar volt.